# Maria Fisahn
Maria Fisahn (* 1949 in Geldern) ist eine deutsche Künstlerin und Performanceakteurin.

## Leben
Maria Fisahn wurde in Geldern geboren. Nach dem Abitur ging sie nach Düsseldorf, um an der Staatlichen Kunstakademie Kunst, Kunstgeschichte und Kunstwissenschaften zu studieren. Von 1968 bis 1972 studierte sie zunächst bei Joseph Beuys, dann, von 1972 bis 1974, bei Gerhard Richter, dessen Meisterschüler sie 1974 wurde. 1976 legte sie ihr erstes und zweites Staatsexamen in Kunst und Kunstwissenschaften ab. Ein Jahr später zog sie nach Hamburg. Hier war sie Mitbegründerin des Künstlerhauses Hamburg und dann auch dessen Mitarbeiterin.
Neben der Malerei beschäftigt sie sich mit dem Medium Film. Sie war von 1982 bis 1989 Mitglied im Filmbüro Hamburg.
1992 und 1993 hatte sie eine Interimsprofessur für Malerei an der Hochschule für Bildende Künste Braunschweig. Es folgte ein Lehrauftrag an Fachhochschule für Kunst und Design in Hannover und 2001 ein Lehrauftrag an der Muthesius Kunsthochschule in Kiel für Zeichnung. Von 1996 bis 2000 hielt sie als Dozentin Seminare an der Bundesakademie für kulturelle Bildung Wolfenbüttel.
2003 gründete sie ein mobiles Künstlermuseum, das „Erdbeermuseum“, das 2009 im Staatlichen Museum Schwerin präsentiert wurde.

## Arbeiten in öffentlichen Sammlungen (Auswahl)
Kunsthalle Hamburg, Staatliches Museum Schwerin, Karl Ernst Osthaus-Museum Hagen, Frauenmuseum Bonn, Kulturbehörde der Freien und Hansestadt Hamburg, WGZ Bank Berlin, Warsteiner Bank, Warstein, Museum Olevano Romano, Italien

## Kataloge (Auswahl)
- Maria Fisahn–Tauschwerte, Kunstverein Wiligrad, Galerie Gehrke, 1999
- Maria Fisahn–Energetische Resonanz–Energie(aus)Tausch–Geld(aus)Tauch, Cuxhavener Kunstverein, 1997

## Auszeichnungen/Stipendien
- 1974 Preis der Poensgen-Stiftung, Düsseldorf, Reisestipendium in die USA
- 1981 Filmförderung des Filmbüros Hamburg und des Kuratoriums Junger Deutscher Film
- 1985 Projektförderung der Erdwin-Amsinck-Stiftung Hamburg
- 1986 Arbeitsstipendium der Stadt Hamburg
- 1989 Ausstellungsförderung der Kulturbehörde Hamburg
- 1989 Drehbuchförderung des Filmbüros Hamburg
- 1989/90 Villa Massimo Preis-Arbeitsstipendium für die Casa Baldi in Olevano Romano, Italien
- 1992 Katalogförderung der Kulturbehörde Hamburg
- 1997 Katalogförderung der Kulturbehörde Hamburg
- 1997 Projektförderung der Erdwin-Amsinck-Stiftung und der Rudolf Lodders-Stiftung
- 1999 Katalogförderung der Kulturbehörde Hamburg
- 2000 Reisestipendium nach Westafrika
- 2001 Katalogförderung der Kulturbehörde Hamburg
- 2007 Material-Förderung der Rudolf-Lodders-Stiftung
- 2012 Reisestipendium der Kanoldstiftung

## Einzelausstellungen/Performances (Auswahl)
(K = Katalog)
- 2017 Paramente II, Kulturkirche St. Johannis Hamburg-Altona
- 2017 Tanz der Teilchen in den Feldern, Einstellungsraum e.V. Hamburg
- 2016 Paramente, Kulturkirche St. Johannis Hamburg-Altona
- 2014 Zwischen/Zwei (mit Klaus Becker), Galerie Pleasureground im Jenischpark Hamburg
- 2009 Biografischer Raum-Öffnung der Archive, Westwerk Hamburg
- 2009 Maria Fisahn, Das Erdbeermuseum, Staatliches Museum Schwerin (K)
- 2004 Tanz der Telefongeister-Öffnung der Archive, Westwerk, Hamburg
- 2004 Tanz der Kerne, Installation, Dialog-Performance, Kunstclub Hamburg
- 2001/02 Maria’s Geld, Installation, Galerie Sabine Brhel, Schwerin
- 2001 Seed sound, PerformancelRauminstallation, Paco da Cultura, Städtische Galerie, Guarda, Portugal (K)
- 2001 Tanz der Kerne, Rituelle Performancellnstallation, Staatliches Museum Schwerin
- 1999/00 Tauschwerte, Ausstellung, Aktion, Galerie Thomas Gehrke, Hamburg (K)
- 1999 Jahrgang 49 (mit Otto Sander-Tischbein), Rauminstallation, Kunstverein Schloss Wiligrad Lübstorf, Schwerin
- 1999 Energetische Resonanz Installationen, Rituelle Performance, Filme, AfBK-Galerie, Hamburg
- 1998 Fest der Rothaarigen Frauen, Inszenierung/Performance, Kunsthalle Hamburg
- 1997 Geld(aus)Tausch-Energie(aus)Tausch Installation, Rituelle Performance, Vortrag, Kunstverein Cuxhaven (K)
- 1996 Nichts wird fertig, Rauminstallationen, Künstlerhaus Bergedorf, Hamburg
- 1995 Geld – ein Abgesang, Installation! Performance Galerie Handlung, Hamburg
- 1993 Wir verkaufen unser Geld (mit Susanne Amatosero), Installation und Aktion, Westwerk, Hamburg
- 1992 Tanz der Kichererbsen, Rauminstallation, Performance, Galerie Renate Kammer, Hamburg (K)
- 1990 Notturno, Villa Casa Baldi, Olevano Romano, Italien
- 1988 Divine Wind, Rauminstallation, Spritzenhaus, Hamburg
- 1986 Die Arbeit am Verdorbenen hat erhabenes Gelingen, Zeisehallen, Hamburg

## Ausstellungen (Gruppen und Installationen; Auswahl)
- 2018 Geld-Wahn-Sinn, Reinbeckhallen Berlin, Sammlung Haupt
- 2018 Künstler verkünden ... Kirche Blankenese, Hamburg
- 2017 Mein lieber Freund und Kupferstecher, Sammlung Haupt im VEB Berlin
- 2016 Bühnenwelten, Scheinwelten Künstlerhaus Sootbörn, Hamburg
- 2016 Palimpsest Park. Das Gedächtnis der Flora, Künstlerhaus Frise, Hamburg
- 2016 Trans – Ein Überzeichnungsprojekt, Barutzki Design, Hamburg
- 2015 This Open Reddoor Symposium, Ausstellung, Performance, Westwerk Hamburg
- 2014 Betreff 28, Bremer Frühling, Gleishallen Bremen
- 2013 Money, Money, Money Sammlung Haupt Kunstforum Halle (G)
- 2012 30 Silberlinge ..., Sammlung Haupt, Altmärkisches Museum, Stendal
- 2012 The Golden Cage, Kunstbüro Berlin (G)
- 2012 Highlights-20 Jahre Cuxhavener Kunstverein (G)
- 2011 Verlorenes Geld Waffen, Museum Suhl (G)
- 2011 30 Silberlinge -Kunst und Geld, Halle am Wasser, Berlin (G)
- 2009/10 Moneta -Frauen und Geld Frauenmuseum Bonn (G,K)
- 2009 Verlorenes Geld Museum für Sächsische Volkskunst Dresden(G)
- 2008 Wir nennen es Hamburg, Kunstverein Hamburg G, (K)
- 2007 Das Tier in der Kunst Galerie Bastian, Bielfeld (G)
- 2006 Kunst Heute, Kunsthalle Hamburg, (G,K)
- 2006 Tierzeichen, Die Galerie im Frauenmuseum, Bonn (G)
- 2005 Die Galerie im Frauenmuseum Bonn (G)
- 2004 Ausstellung zum Gabriele Münter Preis
- 2004, Martin-Gropius-Bau, Berlin und Frauenmuseum Bonn (G,K) Globalia Frauenmuseum Bonn (G, K)
- 2003 Harakiri-Bonbon, Kunsthaus Hamburg (G)
- 2003 International photography and video art exhibit, Whippie Gallery, South West State University Art Museum, Marshall/Michigan, USA (G)
- 2002 Schein und Sein Kunsthalle Hamburg (G) Money and valuel/The last taboo Expo 2002, Biel/Schweiz (G, K)
- 2002 Museutopia, Karl Ernst Osthaus-Museum Hagen (G,K)
- 2001 Energie-Art, Städtische Galerie Dreieich/Darmstadt (G)
- 2001 Art Frankfurt, Frankfurt (G) Fotografie Galerie Thomas Gehrke, Hamburg (G) Exposicao V. Simposio Internacional de Arte do Feital, Portugal (G)
- 2001 10 Jahre in 10 Tagen, Kunstverein Cuxhaven (G)
- 2000 Das fünfte Element, Kunsthalle Düsseldorf (G,K)
- 2000 Death keeps me awake, Bilgi Universität Istanbul, Türkei (G,K)
- 2000 Künstlerbanknoten, Museum für Moderne Kunst, Weddel (G,K)
- 2000 Druckgrafik Kunstverein Springhornhof, Neuenkirchen/Soltau (G)
- 2000 Kompass neben Stromland, Taschenbergpalais u. Residenzschloss Dresden (G) Kunst Zürich
- 2000 (G) Kunstwerk, Ausstellung/Auktion, Museum Schloss Moyland, Bedburg-Hau (G)

## Filmografie
- 1974 Entenzyklus, 10 Min., Super 8, Hyla Produktion
- 1980/82 Tropiafric -Grüsse aus der Wildnis, 87 Min., Farbe, 16rnm, experimenteller Spielfilm, Kenia/Ostafrika, Buch und Regie zusammen mit Karol Schneeweiss, coproduziert vom WDR Köln/Redaktion Alexander Wesemann, Kuratorium Junger Deutscher Film, Filmbüro Hamburg und Tropiafric-Filmproduktion, Prädikat wertvoll (Filmfestivals, Programmkinos, TV)
- 1990 Tropiafric-Grüsse aus der Wildnis, zweite Fassung 47 Min. für La Sept/Arte

### Videofilme (Auswahl)
- 1982 Redheads, 12 Min. Super 81 Video, Hyla Produktion
- 1983 Zungenstücke, 7 Min. Video, Hyla Produktion
- 2001/07 Tanz der Kerne Performance – Dokumentation, 9 Min. DVD, Objekte, Performance, Produktion: Maria Fisahn (Sammlung Staatliches Museum Schwerin 2007)
- 2001 Die Reise nach Benin, 50 Min., Dokumentarfilm 1. Fassung 2001 work in progress (O-Ton ohne Untertitel und Text) DVD, Benin!Westafrika, Konzept, Produktion, Kamera: Maria Fisahn, mit Unterstützung von Maria Hemmleb/Thede Filmproduktion, Axel Schäffler
- 2007/09 Tillys Erdbeerfeld, 3 Min. Konzept, Kamera, Produktion, Maria Fisahn, Editor: Axel Schäffler (Uraufführung im Staatlichen Museum Schwerin)

## Bibliographie (Auswahl, seit 1996)
- 1997 Interview Dr. Sabine Baumann im Katalog Maria Fisahn – Energetische Resonanz, ISBN 3-8042-2010-X
- 1997 Leben mit dem I Ging, Hrsg. Hanna Moog, Dietrichs Gelbe Reihe 3-424-01331-5 1999 Hajo Schiff Tauschwerte im Katalog Maria Fisahn-Tauschwerte, Hrsg. Stock und Stein Verlag
- 2000 Kylliki Zacharias, im Katalog: Das fünfte Element-Geld oder Kunst, Kunsthalle Düsseldorf, Hrsg. Jürgen Harten ISBN 3-7701-5044-9 (Museum) ISBN 3-7701-5043-0
- 2003 Thomas W. Rieger: Museutopia-Schritte in andere Welten, Neuer Folkwang-Verlag Karl Ernst Osthaus Museum, Hrsg. Michael Fehr und T. W. Rieger, ISBN 3-926242-50-7
- 2006 Petra Roettig: Maria Fisahn im Katalog Kunst Heute II, Hrsg. Kunsthalle Hamburg ISBN 978-3-939429-05-0
- 2009 Belinda Grace-Gardner: Zwischen Eros und Thanatos, Kreislauf des Werdens und Vergehens, Maria Fisahns Erdbeermuseum im Katalogbuch Vom Blumenbild zum digitalen Garten, Staatliches Museum Schwerin, Hrsg. Gerhard Graulich ISBN 978-3-86106-111-3
- 2011 Ursula Meyer-Rogge: Metamorphosen, Künstlerinnen in Hamburg Dölling und Gallitz Verlag ISBN 978-3-86218-013-4
- 2013 Sammlung Haupt: Dreißig Silberlinge, Kunst und Geld Hrsg. Hermann Büchner und Tina Sauerländer, Edition Braus Berlin, ISBN 978-3-86228-086-5

## Filmdokumentation über Maria Fisahn (Auswahl)
- 1977 Eine Frau ist eine Frau ... 45 Min. Dokumentation über Feminismus, Christina von Braun, WDR
- 1995 Maria Fisahn: Porträt von Jacob Maria Böhmer in der Reihe Kunststreifzüge, NDR
- 1998 Maria Fisahn: Das Fest der Rothaarigen Frauen, von Frauke Stroh, Hamburg Journal NDR